# 天主教茹阿泽鲁教区
天主教茹阿澤魯教區（拉丁語：Dioecesis Iuazeiriensis），是巴西一個天主教教區，位於巴伊亞州東北部。屬費拉迪聖安娜總教區。
教區成立於1962年7月22日，2006年有教友373,000人，佔總人口86.1%。有十三個堂區、司鐸廿四人。現任教區主教為若瑟·熱拉爾多·達克魯斯。